# Acyclania tenebrosa
Acyclania tenebrosa är en fjärilsart som beskrevs av Paul Dognin 1911. Acyclania tenebrosa ingår i släktet Acyclania och familjen björnspinnare. Inga underarter finns listade i Catalogue of Life.